# Nebria kincaidi
Nebria kincaidi är en skalbaggsart som beskrevs av Schwarz. Nebria kincaidi ingår i släktet Nebria och familjen jordlöpare. Inga underarter finns listade i Catalogue of Life.